# Ребич, Анте
А́нте Ре́бич (хорв. Ante Rebić; родился 21 сентября 1993 года, Сплит, Хорватия) — хорватский футболист, фланговый нападающий. 
Участник чемпионата мира 2014 года и серебряный призёр чемпионата мира 2018 года в составе сборной Хорватии.

## Клубная карьера

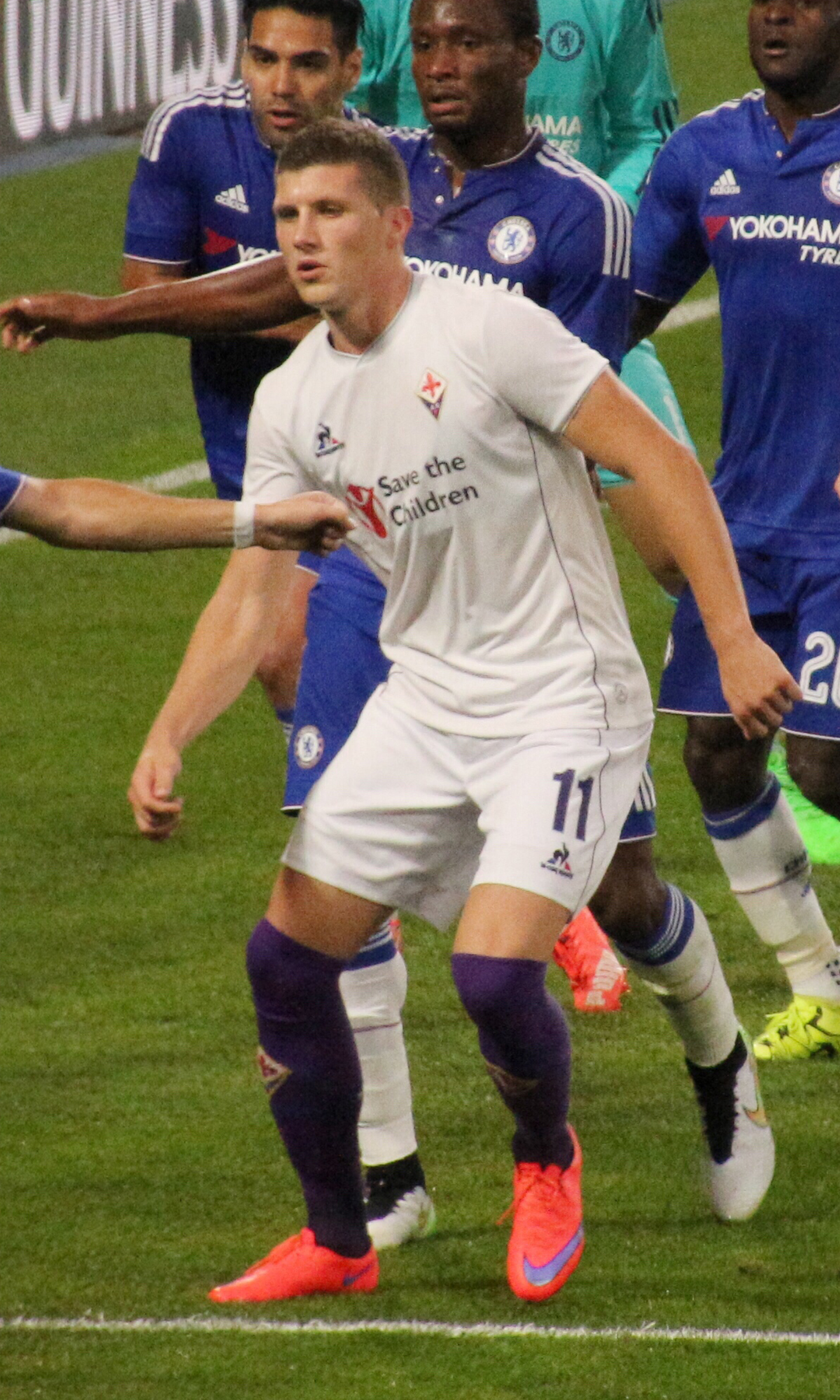
Ребич в составе «Фиорентины»

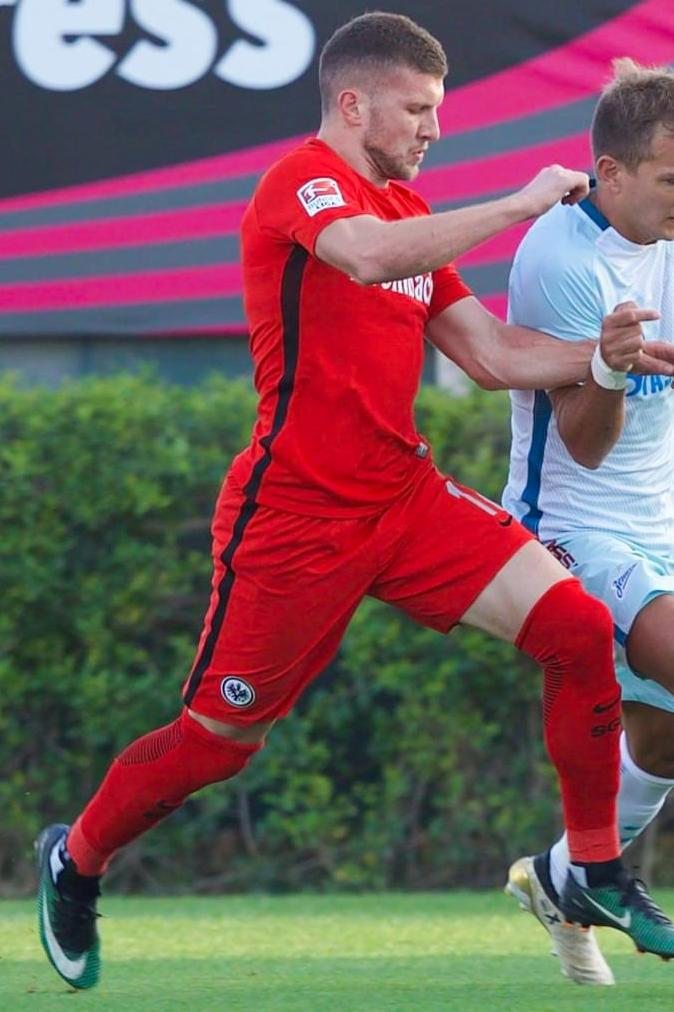
Ребич в составе «Айнтрахта»

### Ранние годы
Ребич начал свою карьеру в молодёжной системе хорватского клубе «Винджани», в 2008 году присоединившись к юношеским составам «Имотски» и проведя там два сезона. После серии хороших выступлений в 2010 году, Ребич перебрался в молодёжную команду «Сплита».

### «Сплит»
21 мая 2011 года в матче против загребского «Динамо» он дебютировал в чемпионате Хорватии. В этом же поединке он забил свой первый гол за команду. В августе 2011 года Ребич подписал свой первый профессиональный контракт с клубом, длительностью в три года. В сезоне 2011/12 Ребич забил пять голов в двадцати матчах. В сезоне 2012/13 Ребич забил одиннадцать мячей в двадцати девяти матчах. Игра хорвата привлекла многие зарубежные клубы, так как он показывал хороший уровень как в клубе, так и в национальной сборной. По итогам года Ребич был удостоен звания «надежды года» в Хорватии.

### «Фиорентина»
В 2013 году Ребич перешёл в итальянскую «Фиорентину» по обоюдному согласию нераскрытую сумму, подписав пятилетний контракт. После прохождения медобследования трансфер был совершён. Хорват получил футболку с девятым номером. 30 сентября в поединке против «Пармы» он дебютировал в Серии А, заменив получившего травму Джузеппе Росси. 8 января 2014 года в матче Кубка Италии против «Кьево» Анте забил свой первый гол за «фиалок». Уже в первом сезоне Ребич помог клубу дойти до финала национального кубка. 18 мая в поединке против «Торино» Анте забил свой первый гол в Серии А, забив этот мяч всего через две минуты после выхода на поле.
Летом 2014 года Ребич перешёл на правах аренды в немецкий «РБ Лейпциг» для получения игровой практики. 29 августа в матче против «Франкфурта» он дебютировал во второй Бундеслиге. В начале 2016 года Ребич на правах аренды перешёл в «Верону». 17 января в матче против «Ромы» он дебютировал за новую команду.

### «Айнтрахт»
Летом того же года Анте вновь был отдан в аренду, его новым клубом стал франкфуртский «Айнтрахт». 17 сентября в матче против леверкузенского «Байера» он дебютировал в Бундеслиге. 5 февраля в поединке против «Дармштадт 98» Ребич забил свой первый гол за «Айнтрахт».
31 августа 2017 года аренда Ребича была продлена на один год с опцией дальнейшего выкупа. 21 декабря 2017 года «Айнтрахт» полностью выкупил права на Ребича со вступлением контракта в силу с 1 июля 2018 года. 19 мая в финале Кубка Германии против «Баварии» Анте сделал «дубль» и помог клубу выиграть трофей.

### «Милан»
2 сентября 2019 года Ребич перешел в «Милан» на правах двухлетней аренды с последующей возможностью выкупа за 25 миллионов евро.
Первую половину сезона Анте провел на скамейке запасных, сыграв больше минут за сборную, чем за клуб. Свои первые голы Ребич забил в ворота «Удинезе», одержав победу 3:2. Неделей позже он продолжил выходить на поле и забивать — Ребич забил единственный гол, который принёс победу над «Брешией» со счетом 1:0. 9 февраля хорват забил гол в Миланском дерби; однако, игра завершилась победой «Интера» со счетом 4:2. Четыре дня спустя он забил единственный гол «Милана» в матче с «Ювентусом» в Кубке Италии, который закончился ничейным счётом 1:1. 17 февраля Ребич забил единственный гол в победном матче над «Торино». Набрав оптимальную форму во второй половине сезона, Анте забил 11 голов и отдал 4 голевые передачи.
12 сентября 2020 года «Милан» полностью выкупил права на футболиста у «Айнтрахта». Анте подписал контракт с «россонери» до 30 июня 2025 года. 12 мая 2021 года Ребич оформил хет-трик в матче против «Торино» (0-7).
В следующем сезоне Ребич играл значитально реже по причине травм. 22 мая 2022 года выиграл чемпионат Италии.

## Карьера в сборной

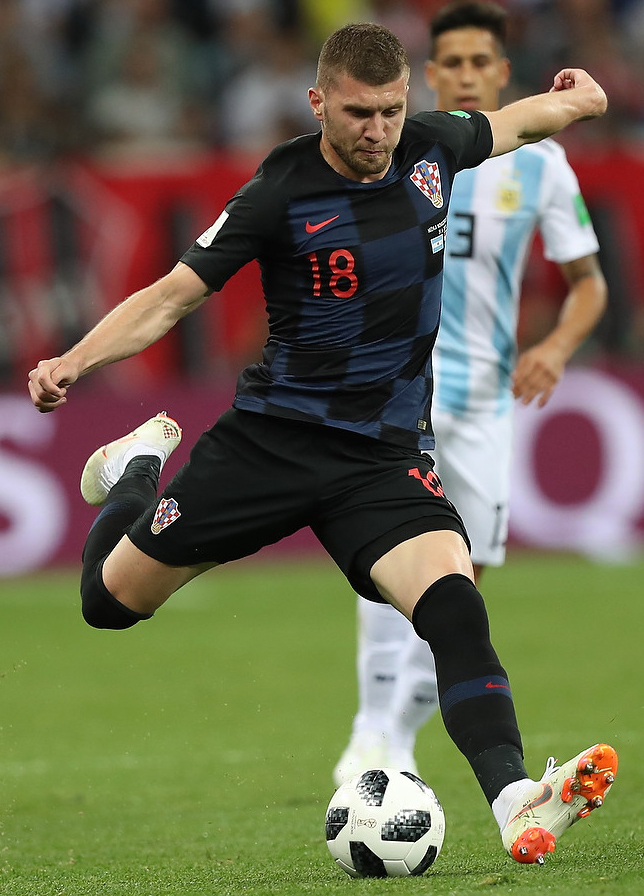
Ребич в составе сборной Хорватии

Летом 2013 года Ребич в составе молодёжной сборной Хорватии принял участие в молодёжного чемпионата мира в Турции. На турнире он сыграл в матчах против команд Уругвая, Узбекистана, Новой Зеландии и Чили. В поединках против новозеландцев и уругвайцев Анте забил по голу.
14 августа 2013 года в товарищеском матче против сборной Лихтенштейна Ребич дебютировал за сборную Хорватии. В этом же поединке он забил свой первый гол за национальную команду. В 2014 году Анте попал в заявку национальной команды на участие в чемпионате мира 2014 года в Бразилии. На турнире он сыграл в матчах против сборных Мексики, Камеруна и хозяев чемпионата Бразилии.
В 2018 году Ребич в составе национальной команды Хорватии стал серебряным призёром чемпионате мира в России. На турнире он сыграл в матчах против сборных Нигерии, Аргентины, Дании, России, Англии и Франции. В поединке против аргентинцев Анте отметился забитым мячом.

## Статистика

### Клубная статистика
| Клуб             | Сезон            | Чемпионат         | Чемпионат | Чемпионат | Кубок лиги | Кубок лиги | Еврокубки | Еврокубки | Другие | Другие | Всего | Всего |
| Клуб             | Сезон            | Лига              | Игры      | Голы      | Игры       | Голы       | Игры      | Голы      | Игры   | Голы   | Игры  | Голы  |
| ---------------- | ---------------- | ----------------- | --------- | --------- | ---------- | ---------- | --------- | --------- | ------ | ------ | ----- | ----- |
| Сплит            | 2010/11          | Первая лига ХФЛ   | 1         | 1         | 0          | 0          | —         | —         | —      | —      | 1     | 1     |
| Сплит            | 2011/12          | Первая лига ХФЛ   | 20        | 5         | 1          | 0          | 3         | 0         | —      | —      | 24    | 5     |
| Сплит            | 2012/13          | Первая лига ХФЛ   | 29        | 10        | 2          | 2          | —         | —         | —      | —      | 31    | 12    |
| Сплит            | 2013/14          | Первая лига ХФЛ   | 4         | 0         | 0          | 0          | —         | —         | —      | —      | 4     | 0     |
| Сплит            | Всего            | Всего             | 54        | 16        | 3          | 2          | 3         | 0         | 0      | 0      | 60    | 18    |
| Фиорентина       | 2013/14          | Серия A           | 4         | 1         | 1          | 1          | —         | —         | —      | —      | 5     | 2     |
| Фиорентина       | 2015/16          | Серия A           | 4         | 1         | 1          | 0          | 2         | 0         | —      | —      | 7     | 1     |
| Фиорентина       | Всего            | Всего             | 8         | 2         | 2          | 1          | 2         | 0         | 0      | 0      | 12    | 3     |
| РБ Лейпциг       | 2014/15          | Вторая Бундеслига | 10        | 0         | 1          | 0          | —         | —         | —      | —      | 11    | 0     |
| РБ Лейпциг       | Всего            | Всего             | 10        | 0         | 1          | 0          | —         | —         | —      | —      | 11    | 0     |
| → Эллас Верона   | 2015/16          | Серия A           | 10        | 0         | 0          | 0          | —         | —         | —      | —      | 10    | 0     |
| → Эллас Верона   | Всего            | Всего             | 10        | 0         | 0          | 0          | —         | —         | —      | —      | 10    | 0     |
| → Айнтрахт       | 2016/17          | Бундеслига        | 24        | 2         | 4          | 1          | —         | —         | —      | —      | 28    | 3     |
| → Айнтрахт       | 2017/18          | Бундеслига        | 25        | 6         | 3          | 3          | —         | —         | —      | —      | 28    | 9     |
| Айнтрахт         | 2018/19          | Бундеслига        | 28        | 9         | 0          | 0          | 9         | 1         | 1      | 0      | 38    | 10    |
| Айнтрахт         | 2019/20          | Бундеслига        | 1         | 0         | 1          | 3          | 4         | 0         | —      | —      | 6     | 3     |
| Айнтрахт         | Всего            | Всего             | 78        | 17        | 8          | 7          | 13        | 1         | 1      | 0      | 100   | 25    |
| → Милан          | 2019/20          | Серия A           | 26        | 11        | 4          | 1          | —         | —         | —      | —      | 30    | 12    |
| Милан            | 2020/21          | Серия A           | 27        | 11        | 1          | 0          | 5         | 0         | —      | —      | 33    | 11    |
| Милан            | 2021/22          | Серия A           | 24        | 2         | 3          | 0          | 2         | 1         | —      | —      | 10    | 2     |
| Милан            | Всего            | Всего             | 61        | 23        | 5          | 1          | 7         | 1         | —      | —      | 73    | 25    |
| Всего за карьеру | Всего за карьеру | Всего за карьеру  | 222       | 59        | 19         | 11         | 25        | 2         | 1      | 0      | 267   | 72    |

### Статистика игр за сборную
| Сборная  | Год   | Игры | Голы |
| -------- | ----- | ---- | ---- |
| Хорватия | 2013  | 3    | 1    |
| Хорватия | 2014  | 5    | 0    |
| Хорватия | 2015  | 2    | 0    |
| Хорватия | 2016  | 0    | 0    |
| Хорватия | 2017  | 2    | 0    |
| Хорватия | 2018  | 14   | 1    |
| Хорватия | 2019  | 8    | 1    |
| Хорватия | 2020  | 2    | 0    |
| Хорватия | 2021  | 6    | 0    |
| Всего    | Всего | 42   | 3    |

### Голы за сборную Хорватии
| # | Дата            | Место                                    | Противник   | Счёт | Результат | Соревнование                                        |
| - | --------------- | ---------------------------------------- | ----------- | ---- | --------- | --------------------------------------------------- |
| 1 | 14 августа 2013 | Райнпарк Штадион, Вадуц, Лихтенштейн     | Лихтенштейн | 1:2  | 2:3       | Товарищеский матч                                   |
| 2 | 21 июня 2018    | Нижний Новгород, Нижний Новгород, Россия | Аргентина   | 1:0  | 3:0       | ЧМ-2018. Групповой этап                             |
| 3 | 24 марта 2019   | Гроупама Арена, Будапешт, Венгрия        | Венгрия     | 1:0  | 1:2       | Чемпионат Европы 2020 (отборочный турнир, группа E) |

## Достижения

### Командные
«Айнтрахт»
- Обладатель Кубка Германии: 2017/18

«Милан»
- Чемпион Италии: 2021/22

Сборная Хорватии
- Серебряный призёр чемпионата мира: 2018

### Личные
- «Надежда года» в Хорватии: 2013
- Орден Князя Бранимира: 2018[45]